# Девушка из Плейнвилля
«Девушка из Плейнвилля» (англ. The Girl from Plainville) — американский драматический мини-сериал 2021 года, созданный Лиз Ханной и Патриком Макманусом. Главные роли в нём сыграли Эль Фэннинг, Хлоя Севиньи и Колтон Райан. Сериал получил в основном положительные отзывы; критики высоко оценили игру основных актёров.

## Сюжет
Сериал основан на статье Джесси Бэррона в журнале Esquire. Главная героиня — Мишель Картер, которую в 2015 году осудили за доведение до самоубийства 18-летнего Конрада Роя с помощью SMS.

## В ролях
- Эль Фэннинг — Мишель Картер
- Хлоя Севиньи — Линн Рой
- Кара Буоно — Гейл Картер
- Кай Леннокс — Дэвид Картер
- Колтон Райан — Конрад «Коко» Рой III
- Норберт Лео Бутц[англ.] — Конрад «Ко» Рой II

## Эпизоды
| № | Название                                   | Режиссёр       | Автор сценария              | Дата премьеры  |
| - | ------------------------------------------ | -------------- | --------------------------- | -------------- |
| 1 | «Star-Crossed Lovers and Things Like That» | Лиза Холоденко | Лиз Ханна и Патрик Макманус | 29 марта 2022  |
| 2 | «Turtle»                                   | Зетна Фуэнтес  | Ахмаду Гарба                | 29 марта 2022  |
| 3 | «Never Have I Ever»                        | Лиза Холоденко | Эшли Мишель Хобан           | 29 марта 2022  |
| 4 | «Can't Fight This Feeling Anymore»         | Пиппа Бьянко   | Сара Пирсон                 | 5 апреля 2022  |
| 5 | «Mirrorball»                               | Пиппа Бьянко   | Сара Чо                     | 12 апреля 2022 |
| 6 | «Talking Is Healing»                       | Лиз Ханна      | Башир Гавриэл               | 19 апреля 2022 |
| 7 | «Teenage Dirtbag»                          | Лиз Ханна      | Лиз Ханна                   | 26 апреля 2022 |
| 8 | «Blank Spaces»                             | Дэниел Минэхэн | Лиз Ханна и Патри Макманус  | 3 мая 2022     |

## Создание и оценки
Проект был анонсирован 15 августа 2019 года. Съёмки проходили в городе Саванна (Джорджия) с августа по декабрь 2021 года. Премьерный показ проходил с 29 марта по 3 мая 2022 года на стриминговом сервисе Hulu.
Сериал получил в основном положительные отзывы критиков. На сайте Rotten Tomatoes его рейтинг составил 93 % при средней оценке 7.20/10., на Metacritic картина получила 76 баллов из 100, что означает «в целом благоприятные отзывы». Салони Гаджар из The A.V. Club поставил «Девушке из Плейнвилля» «четвёрку», высоко оценив игру основных актёров и отметив, что авторам шоу удалось показать преступление без погони за сенсационностью.
Обозреватель The Guardian Адриан Хортон сочла, что качественная игра Фаннинг и Райана маскирует поверхностность и недостаточную ясность сюжета. Рецензент «Киноафиши» особо отметил убедительность игры Фаннинг: по его словам, «Мишель в исполнении Фаннинг убедительна и как чувствительная личность, искренне переживающая за других, и как малоэмоциональный манипулятор, и как замечательная актриса, желающая приковать к себе всеобщее внимание».
Для обозревателя «Фильм.ру» Владислава Шуравина «Девушка из Плейнвилля» — «нарочно „изуродованная“ мелодрама, которая начинается как подростковый роман, но с каждой серией разрывает шаблоны жанра и превращается в безысходную трагедию о созависимости и суициде». Он отмечает, что «из-за нарочитой серьёзности сериалу не хватает визионерской дерзкости, того самого подросткового киноязыка, через который могли бы общаться персонажи-зумеры».